# Хань Цзялян
Хань Цзялян (кит. трад. 韩•佳良, упр. Han Jialiang; род. 22 октября 1987, Гирин, Гирин) — китайский шорт-трекист. Участвовал в Олимпийских играх 2010 года, двукратный призёр чемпионатов мира. Окончил Северо-Восточный нормальный университет.

## Биография
Хань Цзялян родился в обычной семье. Из-за преждевременных родов он рос слабым и болезненным ребёнком, поэтому его родители в 1994 году, в возрасте 7 лет отправили его учиться кататься на коньках, когда пошёл в начальную школу. После 2-х лет катания на коньках он каждый год выигрывал четыре или пять призов. В 1998 году, в 4-м классе, в возрасте 11 лет, он успешно поступил в городскую спортивную школу Цзилиня.
В 2000 году, в возрасте 13 лет, он окончил начальную школу и отправился в Чанчунь с тренером Цзинь Мэнхэ. После переезда он был направлен в городскую школу спортивных технологий Цзилиня. В 2001 году, более чем через год, 14-летний Хань Цзялян был принят в провинциальную команду по физкультуре провинции Цзилинь и участвовал на национальных юношеских соревнованиях, где выиграл золотые медали на дистанциях 1000 и 1500 метров, а также в эстафете. Он вошёл в провинциальную команду Цзилинь в 2004 году.
В сентябре 2004 года Хань Цзялян, который готовился к Национальным зимним играм, случайно упал во время тренировки, и его конёк перерезал ему подколенное сухожилие пополам. Это была самая серьёзная травма, полученная им в его карьере. Через 21 день после операции он начал ходить всё ниже и ниже. Месяц спустя он участвовал в отборочном турнире Национальных игр. Тренер национальной сборной Синь Циншань пригласил Цзяляна в новую национальную команду во время тренировочного сбора в конце года.
В январе 2005 года участвовал на юниорском чемпионате мира в Белграде, где занял 2-е место в эстафете и в индивидуальной классификации стал 32-м, в том же году попал в национальную команду повторно, однако разрыв в классе между ним и его партнёрами был высок, он занял 7-е место в отборочных соревнованиях, поэтому не был выбран для участия в Олимпиаде 2006 года и вернулся в свой родной город.
В начале 2006 года на очередном юниорском чемпионате мира в Меркуря-Чук в общем зачёте занял 12-е место. В январе на зимней Универсиаде в Турине выиграл бронзовую медаль в беге на 500 м и серебряную в эстафете. В сезоне 2007/08 годов на Кубке мира в Квебеке дважды занял 4-е место, а в Солт-Лейк-Сити занял 2-е место в эстафете. В марте на командном чемпионате мира в Харбине занял 4-е место.
В декабре 2008 года на Кубке мира в Нагано занял 2-е место на дистанции 500 м, а на Национальном чемпионате выиграл в беге на 1000 м и в личном многоборье завоевал золотую медаль. В феврале 2009 года на Кубке мира в Дрездене занял 1-е место в составе эстафеты. На чемпионате мира в Вене с командой выиграл серебряную медаль в эстафете и в беге на 500 м занял 5-е место. Следом занял 4-е место на командном чемпионате мира в Херенвене.
В сентябре на Кубке мира в Сеуле занял 2-е место в беге на 500 м и 3-е в эстафете, в Софии 2-е место занял, а в Дрездене в феврале 2010 года выиграл золото в эстафете. На Олимпийских играх в Ванкувере занял 10-е место в беге на 500 м, 6-е место на 1000 м и 4-е в эстафете. В марте на чемпионате мира в Софии поднялся на 4-е место в эстафете, и занял 16-е место в общем зачёте. На командном чемпионате мира в Бормио выиграл бронзовую медаль.
На Кубке мира в сезоне 2010/11 в Чанчуне выиграл золото в беге на 500 м, в декабре в Шанхае в полуфинале бега на 500 м он столкнулся с южнокорейским спортсменом Ким Бён Джуном и при падении порезался о лезвие его конька. Цзяляна унесли на носилках и соревнования он не закончил. Уже в феврале 2011 года на этапе в Москве с партнёрами занял 3-е место в эстафете.
Хань Цзялян вернулся на Зимние Азиатские игры в начале года, но пропустил финал на своих 500 метрах. Летом Хань Цзялян не смог нормально тренироваться из-за повреждения хряща между суставами левого колена и был вынужден вернуться в свой родной город Цзилинь, чтобы восстановиться. В августе 2011 года он заявил о завершении карьеры в шорт-треке.
В 2012 году он перешёл на длинные дистанции. В декабре 2012 года на чемпионате Азии по одиночным дистанциям выиграл серебряную медаль в беге на 1000 м, а потом участвовал в Кубке мира в дивизионе «В», но выше 8-го места в беге на 500 м не поднимался. В марте 2013 года на Национальном чемпионате на отдельных дистанциях занял 10-е место на дистанции 500 м.

## Личная жизнь
28 апреля 2015 года Хань Цзялян женился на Ю Цзин, конькобежке национальной сборной в Чанчуне Он увлекается музыкой и баскетболом.